# 連雲港花果山國際機場
連雲港花果山国际機場，是服務於中國江蘇港口城市連雲港的主要客运機場，于2021年12月2日正式投入运营。花果山機場位於灌雲縣小伊镇，距市中心約21.5公里（13.4英里）。它以連雲港的主要旅遊勝地花果山命名。建成後，預計可容納250萬人次和2萬噸貨物。开通后成為連雲港的主要機場，原有的军民兩用连云港白塔埠机场成為軍事專用的空軍基地。2023年該機場之旅客流量為1,447,802人次。 2024年，机场更名为连云港花果山国际机场。

## 历史

### 前期准备
早在2010年2月6日，国务院新闻办公室网站发布的《江苏沿海地区发展规划全文细则》第二节中就提及“扩建连云港白塔埠机场并提升为国家一类开放口岸，根据发展需要规划迁建新机场，实施军民分设”，2年后，经当地市委、市政府研究后决定对连云港民用机场实施迁建。
该机场选址于2014年得到CAAC的批复，其他前期准备工作均于2017年上半年完成，随即得到国务院、中央军委的立项

### 开通运营
2021年12月2日0时，连云港花果山机场正式开通运营，连云港白塔埠机场同步关闭。花果山机场的二期扩建工程也同步启动。。

## 航点

### 境內航線
| 航空公司           | 目的地                    |
| ------------------ | ------------------------- |
| 中国国际航空（CA） | 大连、天津、贵阳、重庆    |
| 厦门航空（MF）     | 长春、长沙、哈尔滨、厦门  |
| 中国东方航空（MU） | 北京/首都、呼和浩特、南京 |
| 河北航空（NS）     | 石家庄、海口、福州        |
| 中国南方航空（CZ） | 广州、徐州、舟山          |
| 长安航空（9H）     | 大连、西安                |
| 长龙航空（GJ）     | 大连、宁波                |
| 东海航空（DZ）     | 大连、深圳                |
| 上海航空（FM）     | 上海/浦东、上海/虹桥      |
| 成都航空（EU）     | 沈阳、成都                |
| 瑞丽航空（DR）     | 沈阳、昆明                |
| 奥凯航空（BK）     | 天津、南宁                |
| 中国联合航空（KN） | 北京/大興                 |
| 乌鲁木齐航空（UQ） | 烏魯木齊、兰州            |

### 港澳台/國際航線
| 航空公司           | 目的地        |
| ------------------ | ------------- |
| 中国东方航空（MU） | 靜岡          |
| 中国联合航空（KN） | 大阪/關西     |
| 海南航空（HU）     | 大阪/關西     |
| 河北航空（NS）     | 曼谷/素万那普 |
| 九元航空（AQ）     | 曼谷/素万那普 |

## 空中交通服务通信设施通信频率
塔台：118.375MHz